# Trănkovo, Iambol
Trănkovo (în bulgară Трънково) este un sat în comuna Elhovo, regiunea Iambol,  Bulgaria. 

## Demografie
Componența etnică a satului Trănkovo
     Bulgari (76,07%)
     Romi (2,45%)
     Nicio identificare (19,63%)
     Altele (1,84%)
La recensământul din 2011, populația satului Trănkovo era de 163 locuitori. Din punct de vedere etnic, majoritatea locuitorilor (76,07%) erau bulgari, cu o minoritate de romi (2,45%). Pentru 19,63% din locuitori nu este cunoscută apartenența etnică.